# Eriomastyx
Eriomastyx este un gen de insecte lepidoptere din familia Arctiidae.

Cladograma conform Catalogue of Life:
| Eriomastyx | \| \| Eriomastyx lacteata \| \| \| \| \| \| Eriomastyx latus \| \| \| \| |
|            | \| \| Eriomastyx lacteata \| \| \| \| \| \| Eriomastyx latus \| \| \| \| |
|            | Eriomastyx lacteata                                                      |
|            |                                                                          |
|            | Eriomastyx latus                                                         |
|            |                                                                          |